# دی‌اچ‌سی‌پی‌وی۶
دی اچ سی پی وی ۶ (به انگلیسی: DHCPv6) یک پروتکل شبکه است که برای پیکربندی میزبان‌های IPv6 با استفاده از IP Address استفاده می‌شود. پیشوند و/یا پیکربندی‌های دیگر نیازمند به اعمال فعالیت برای شبکه هایIPv6 می‌باشد. میزبان‌های IPv6 می‌توانند با استفاده از پیکر بندی آدرس خودکار فاقد حالت یا DHCP v6 یک IP Address به دست بیاورند.
ترجیح داده می‌شود که از DHCP در جاهایی استفاده شود که مدیریت مرکزی بر میزبان‌ها ارزشمند است. پیکر بندی آدرس خودکار فاقد حالت به هیچ توعی از مدیریت مرکزی احتیاج ندارد. پس استفاده از آن در شبکه‌هایی ترجیح داده می‌شود که هیچ مدیریت در دسترسی وجودندارد مانند شبکه‌های حانگی معمولی.
میزبان‌های IPv6 که از پیکر بندی آدرس خودکار فاقد حالت استفاده می‌کنند نسیت به IP addressهای دیگر ممکن است به آدرس‌هایی نیازمند باشد.
دی اچ سی پی وی ۶ می‌تواند برای به دست آوردن این اطلاعات استفاده شود گر چه در پیکزبندی IP address استفاده نمی‌شود. دی اچ سی پی وی ۶ برای پیکربندی سرورهای سیستم نام دامنه ضروری نیست. آن‌ها می‌توانند پیکر بندی بشوند با استفاده از پروتکل کشف همسایه، که در هر صورت برای پیکر بندی آدرس خودکار فاقد حالت مورد نیاز است.
مسیریاب‌های IPv6 مانند مسیریاب‌های خانگی باید بدن هیچ گونه وساطتی و به صورت خودکار پیکر بندی شوند.
چنین مسیریاب‌هایی برای استفاده در مسیریاب‌های جریان ورودی تنها به یک IP address v6 نباز ندارند بلکه به یک پیشوند IPv6 برای استفاده در پیکر بندی دستگاه‌های موجود سمت جریان خروجی مسیریاب نیز نیاز دارند.
پیشوند نماینده دی اچ سی پی وی ۶ مکانیزمی برای پیکر بندی چنین مسیریاب‌هایی فراهم کرده‌است.

## عملکرد

### شماره پورت‌ها
دی اچ سی پی وی ۶ از پورت ۵۴۶ در سمت کلاینت و ۵۴۷ در سمت سرور استفاده می‌کند.

### مشحص کننده یکتای دی اچ سی پی
مشخص‌کننده یکتای دی اچ سی پی (دی یو آی دی) از سمت یک کلایت استفاده می‌شود تا بگیرد یک IP address از یک سرور DHCP6 که دارای حداقل طول ۱۲ بایت (۹۶ بیت) و حداکثر طول ۲۰ بایت (۱۶۰بیت) می‌باشد.
سایز واقع آن بستگی به نوع آن دارد. سرور دی یو آی دی را با پایگاه داده اش مقایسه می‌کند و اطلاعات پیکر بندی از جمله آدرس -مدت زمان اجاره آدرس-سرورهای نام دامنه را به کلاینت می‌رساند. ۱۶ بیت اول دی یو آی دی شامل نوع دی یو آی دی، که خود بر ۳ توع است. معنی ۹۶ بیت باقی‌مانده بستگی به نوع دی یو آی دی دارد.

### مثال
در این مثال لینک محلی اتصال سرور fe80::0011:22ff:fe33:5566 و برای کلاینت fe80::aabb:ccff:fedd:eeff می‌باشد.
کلاینت DHCP v6 یک تقاضا از fe80::aabb:ccff:fedd:eeff:546 برای ff02::1:2:547 می‌فرستد.
سرور DHCP v6 با یک پبام اعلان از آدرس fe80::0011:22ff:fe33:5566 به fe80::aabb:ccff:fedd:eeff:546 پاسخ می‌دهد.
کلاینت DHCP v6 با یک درخواست از fe80::aabb:ccff:fedd:eeff:546 به ff02::1:2:547 می‌فرستد (تمام پیام کلاینت‌ها به این آدرس ارسال می‌شود) بر اساس بحش 13 RFC ۳۳۱۵
سرور DHCP v6 ّپایان می‌دهد با یک پاسخ ازfe80::0011:22ff:fe33:5566 به fe80::aabb:ccff:fedd:eeff می‌فرستد.

## استانداردهای IETF
- RFC 3315, "Dynamic Host Configuration Protocol for IPv6 (DHCPv6)"
- RFC 3319, "Dynamic Host Configuration Protocol (DHCPv6) Options for Session Initiation Protocol (SIP) Servers"
- RFC 3633, "IPv6 Prefix Options for Dynamic Host Configuration Protocol (DHCP) version 6"
- RFC 3646, "DNS Configuration options for Dynamic Host Configuration Protocol for IPv6 (DHCPv6)"
- RFC 3736, "Stateless Dynamic Host Configuration Protocol (DHCP) Service for IPv6"
- RFC 5007, "DHCPv6 Leasequery"
- RFC 6221, "Lightweight DHCPv6 Relay Agent" (LDRA)

## نرم‌افزار دی اچ سی پی وی ۶
- Dnsmasq
- odhcp6c
- ISC DHCP
- dhcpy6d